# Sociedade Esportiva River Plate
El SE River Plate es un equipo de fútbol de Brasil que actualmente se encuentra inactivo.

## Historia
Fue fundado el 18 de agosto de 1967 en el municipio de Carmópolis del estado de Sergipe con el nombre Sociedade Esportiva São Cristóvão, el cual usó hasta que el club se volvió profesional en 2006 por su nombre actual, el cual es un homenaje al Club Atlético River Plate de Argentina, del cual también tomaron el escudo, los colores y el uniforme del club argentino.
Luego de que se profesionalizó, el club da un salto de las divisiones regionales a jugar en el Campeonato Sergipano por primera vez en 2010, del cual sale campeón por primera vez en ese año luego de ganar ambas rondas del torneo, donde logra la clasificación al Campeonato Brasileño de Serie D en 2010 y a la Copa de Brasil de 2011, y por primera vez en su historia jugaría a escala nacional.
En la cuarta división nacional fue eliminado en la primera ronda al terminar en tercer lugar de su zona solo por encima del Central Sport Club del estado de Pernambuco, finalizando en el lugar 28 entre 40 equipos. En la temporada 2011 gana su segundo título estatal de manera consecutiva al vencer en la final al São Domingos Futebol Clube, con lo que logra la clasificación nuevamente al Campeonato Brasileño de Serie D y a la Copa de Brasil de 2012.
En la Copa de Brasil de 2011 es eliminado en la primera ronda en penales por el Botafogo FR de Río de Janeiro. En la cuarta división nacional es eliminado en la primera ronda al terminar en cuarto lugar de su zona entre cinco equipos solo superando al Vitória da Conquista del estado de Bahía, ubicándose en el lugar 31 entre 40 equipos.
El 2012 lo inicia jugando en la Copa de Brasil donde es eliminado en la primera ronda 3-6 por el Gremio de Porto Alegre del estado de Río Grande del Sur, y en el Campeonato Sergipano no pudo conseguir su tercer título consecutivo y se limitó a terminar en cuarto lugar estatal, despidiéndose de competir a escala nacional en 2013.
En 2013 es subcampeón estatal, con lo que en teoría logra la clasificación al Campeonato Brasileño de Serie D de ese año, pero abandona el fútbol profesional al finalizar la temporada por problemas de liquidez financiera.

## Rivalidades
Su principal rival es el Boca Juniors Futebol Clube del mismo estado, con quienes juegan la versión brasileña del Clásico Boca-River de Argentina.

## Palmarés
| Competición                         | Títulos     | Subcampeonatos |
| ----------------------------------- | ----------- | -------------- |
| Campeonato Sergipano (2/0)          | 2010, 2011. |                |
| Campeonato Sergipano Serie A2 (1/0) | 2009.       |                |

## Jugadores

### Jugadores destacados
- Jorge Ilson
- Hugo Henrique
- Cristiano Alagoano[15]
- Váldson Mendes